# Route nationale 40 (Inde)
Pour les articles homonymes, voir Route nationale 40.
La Route nationale 40 (en anglais : National Highway 40, sigle NH 40), une route nationale  en Inde qui s'étend de Kurnool jusqu'à Ranipet.

## Tracé
La route part de  Kurnool puis traverse  Nandyal, Allagadda, Mydukur, Kadapa, Rayachoti, Pileru, Chittoor pour se terminer à Ranipet.
La NH 40 parcourt 381,00 km en Andhra Pradesh et 27,00 km au Tamil Nadu ,,,